# Stefano Modena
Stefano Modena (* 12. Mai 1963 in Modena) ist ein ehemaliger italienischer Automobilrennfahrer.

## Karriere
Modena machte zuerst 1986 mit einem vierten Rang in der italienischen Formel 3 auf sich aufmerksam. Im folgenden Jahr startete er in der Formel 3000 und gewann direkt die Meisterschaft in dieser Rennserie für das Onyx-Team. Am Saisonende der Formel-1-Weltmeisterschaft 1987 gab er sein Debüt beim Großen Preis von Australien für Brabham-BMW.
1988 startete er zwölfmal für EuroBrun, 1989 und 1990 fuhr er 31 Rennen für Brabham, 1991 war er bei 16 Rennen für Tyrrell dabei und in seiner letzten Saison 1992 trat er in zwölf Rennen für Jordan an. Seine besten Platzierungen waren der dritte Platz beim Großen Preis von Monaco 1989 und der zweite Platz beim Großen Preis von Kanada 1991.
Von seinen insgesamt 72 Starts wurden 70 Rennen gewertet, zweimal wurde er disqualifiziert. Er erreichte insgesamt 17 WM-Punkte.
Von 1993 bis zum Jahr 2000 fuhr Modena in den italienischen und deutschen Tourenwagen-Serien für Alfa Romeo und im letzten Jahr für Opel, bevor er seine aktive Motorsport-Karriere beendete.